# Hoàng Thanh chức cống đồ
Hoàng Thanh chức cống đồ (tiếng Trung: 皇清職貢圖; bính âm: Huáng Qīng Zhígòng Tú; Bộ sưu tập chân dung các dân tộc phụ thuộc của triều đại nhà Thanh) là một nghiên cứu dân tộc học thế kỷ 18 về các quốc gia chư hầu của Trung Quốc, bao gồm các quốc gia phương Tây buôn bán với triều Thanh, được xuất bản vào khoảng năm 1769. Cuốn sách xác định các dân tộc và quốc gia bằng cách chú ý đến trang phục dân tộc của họ, tương tự như sách về trang phục của châu Âu.

## Nội dung
Tài liệu ban đầu bao gồm bốn cuộn, mỗi cuộn mô tả một khu vực quan tâm khác nhau của người Trung Quốc. Mỗi vùng được dành riêng một đoạn văn ngắn mô tả cư dân và phong tục tập quán của vùng đó. Các đoạn văn bản đi kèm với hình minh họa mô tả nam nữ mặc trang phục dân tộc.
Nghiên cứu này chứa nhiều lỗi thực tế, chẳng hạn như Pháp là một quốc gia Phật giáo trước khi cải sang Công giáo, Anh và Thụy Điển là chư hầu của Hà Lan, và Pháp (Falanxi) và Bồ Đào Nha là cùng một quốc gia.

## Phiên bản
Tác phẩm này có nhiều phiên bản, có thể chia thành ba loại: bản minh họa, bản viết tay và bản khắc. Bản minh họa là bản sớm nhất, bản viết tay là bản thứ hai, và bản khắc là bản muộn nhất. Bản viết tay có nguồn gốc từ bản minh họa, và bản khắc có nguồn gốc từ bản viết tay.

## Hình ảnh

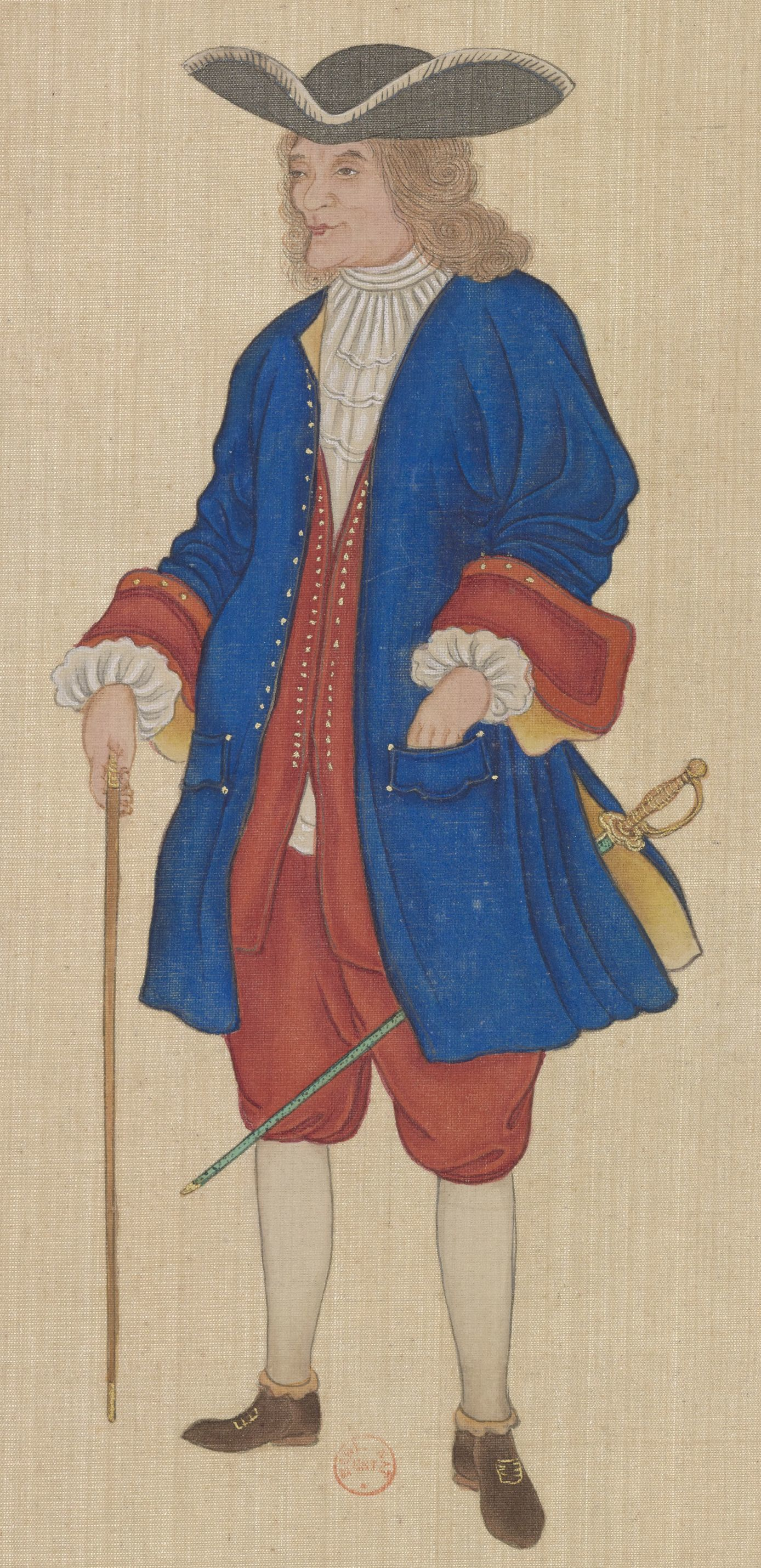
Người Đại Tây Dương (Ý hoặc Bồ Đào Nha)
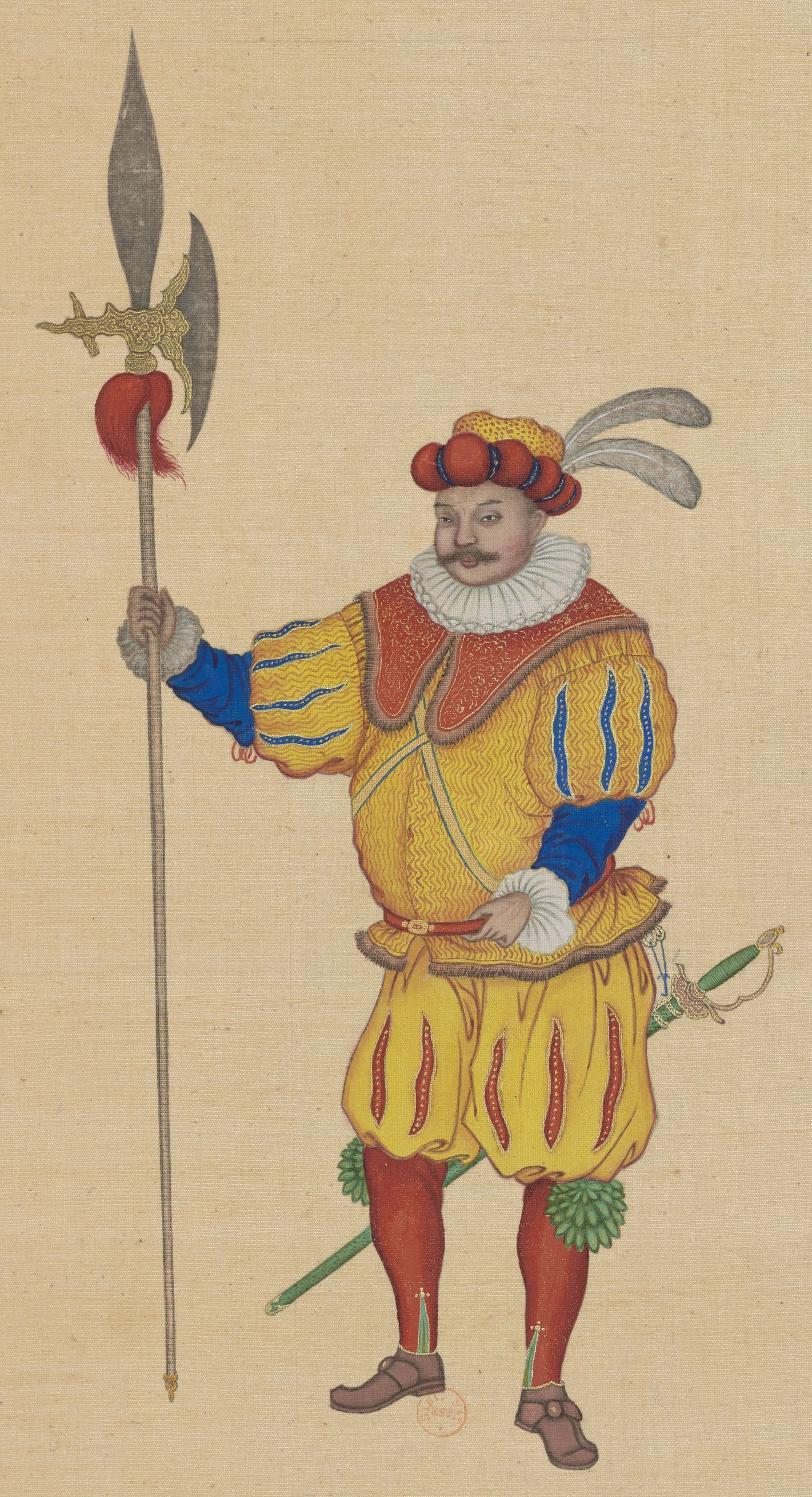
Người tỉnh Helvetia, Đại Tây Dương (Châu Âu)
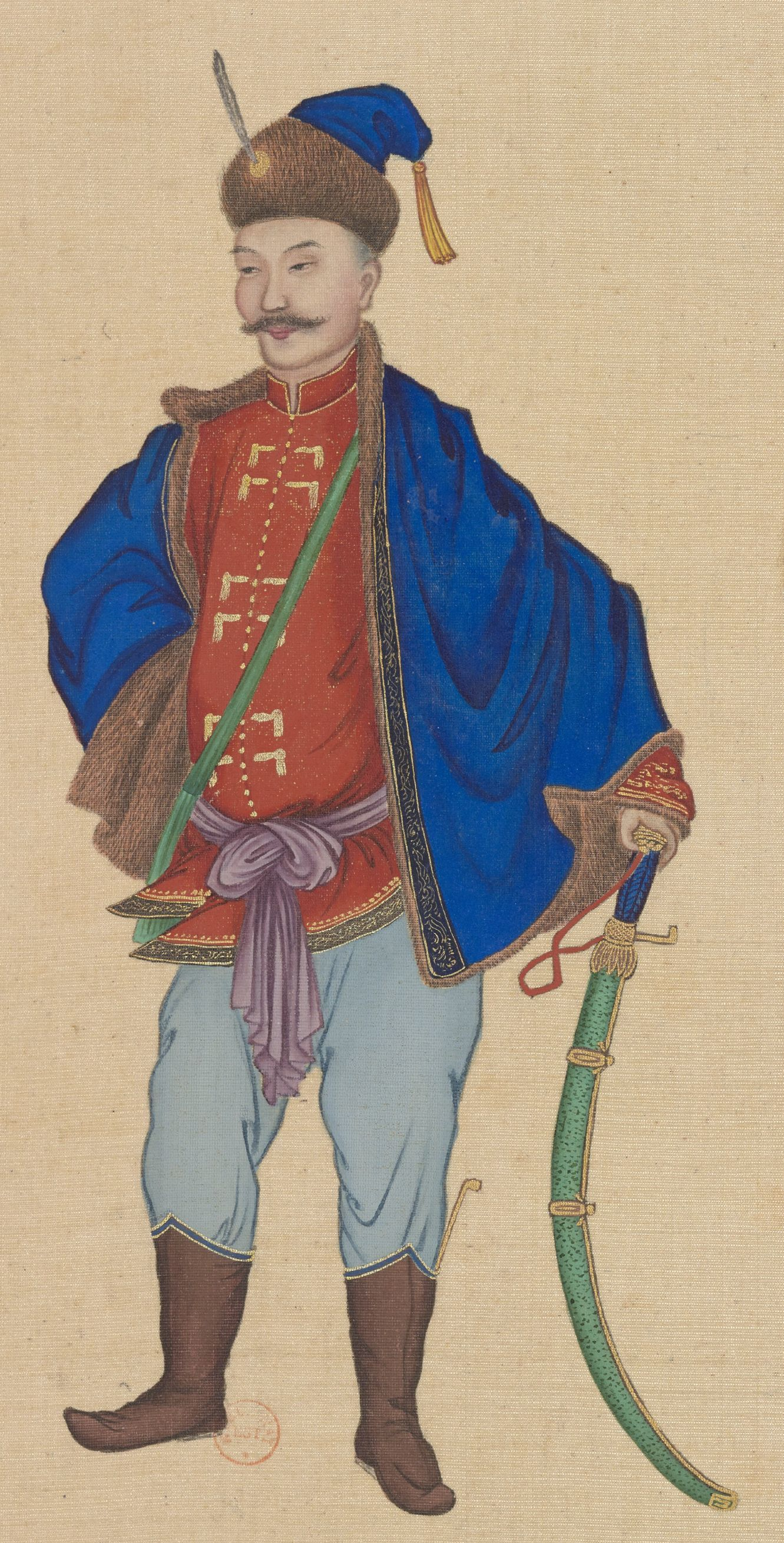
Người Hungary ở Đại Tây Dương
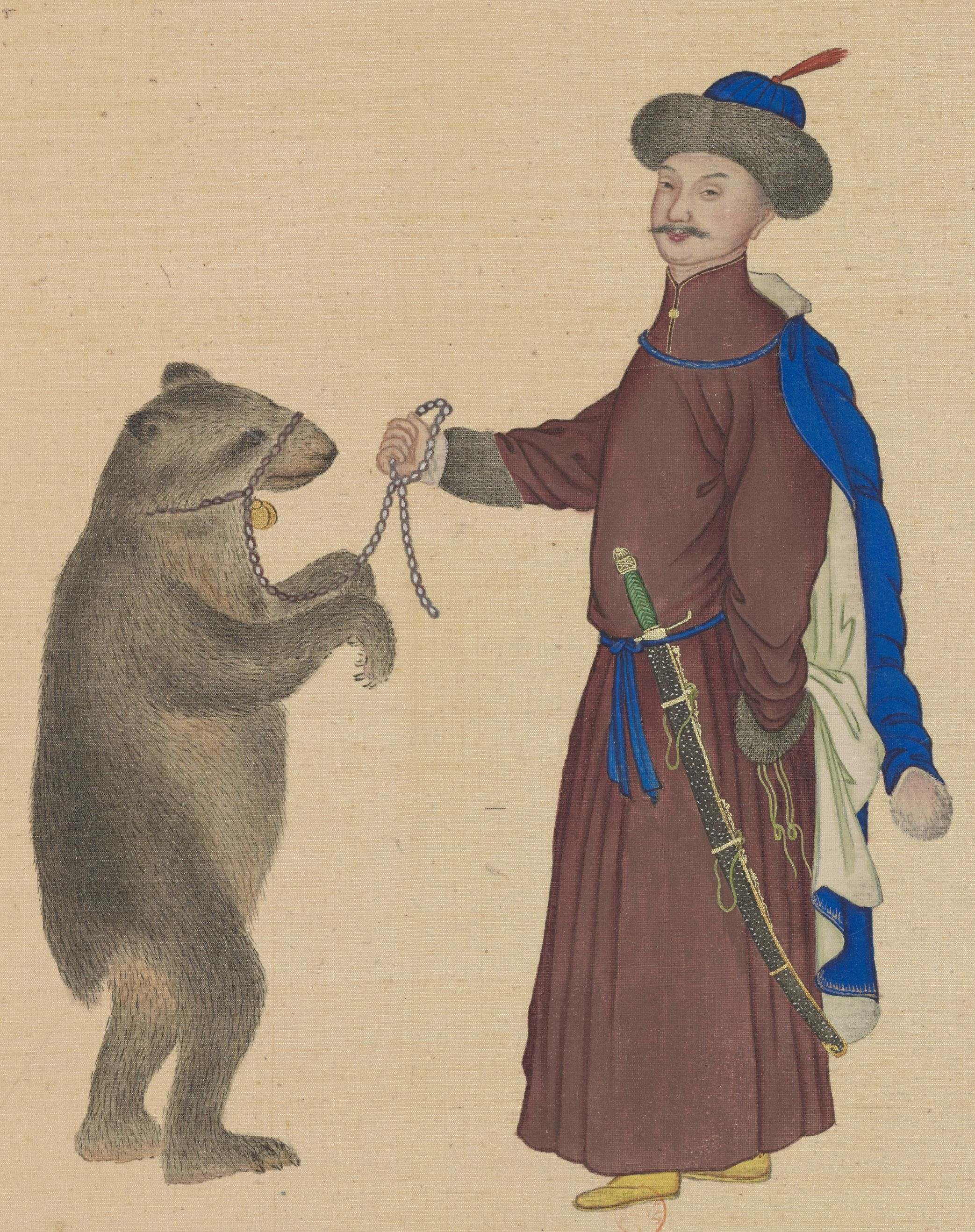
Người Ba Lan ở Đại Tây Dương
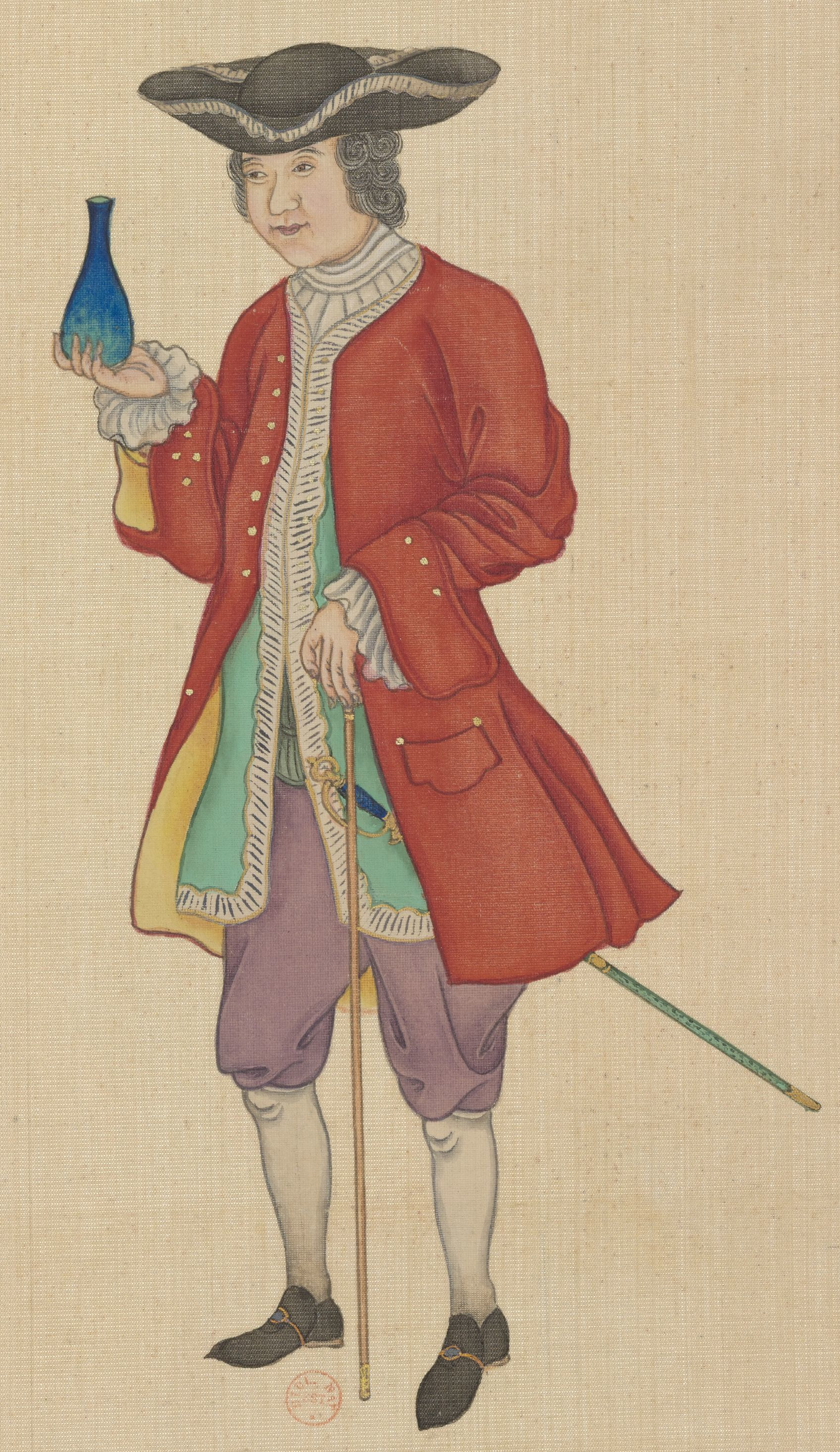
Người Anh
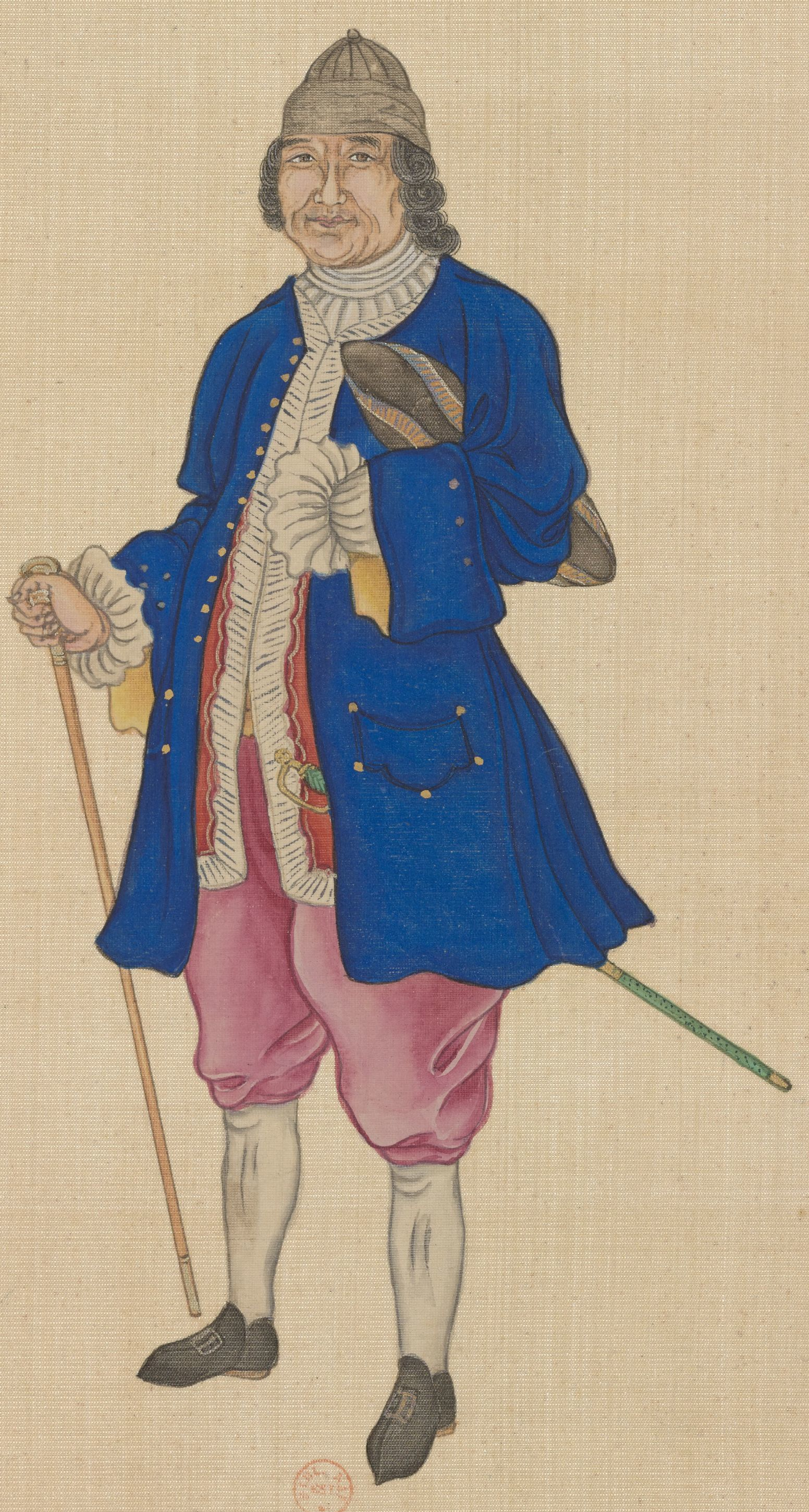
Người Pháp
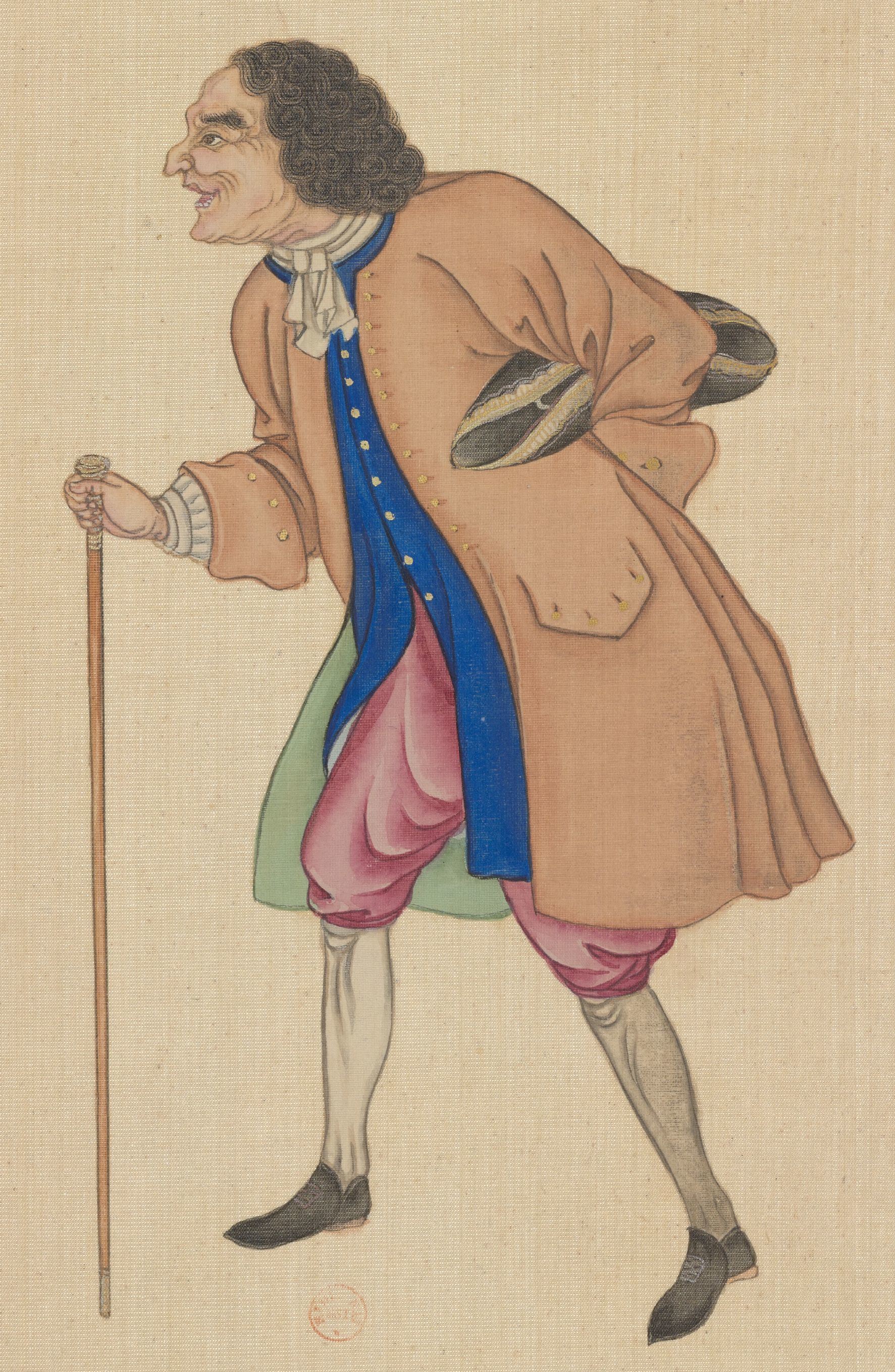
Người Thụy Điển
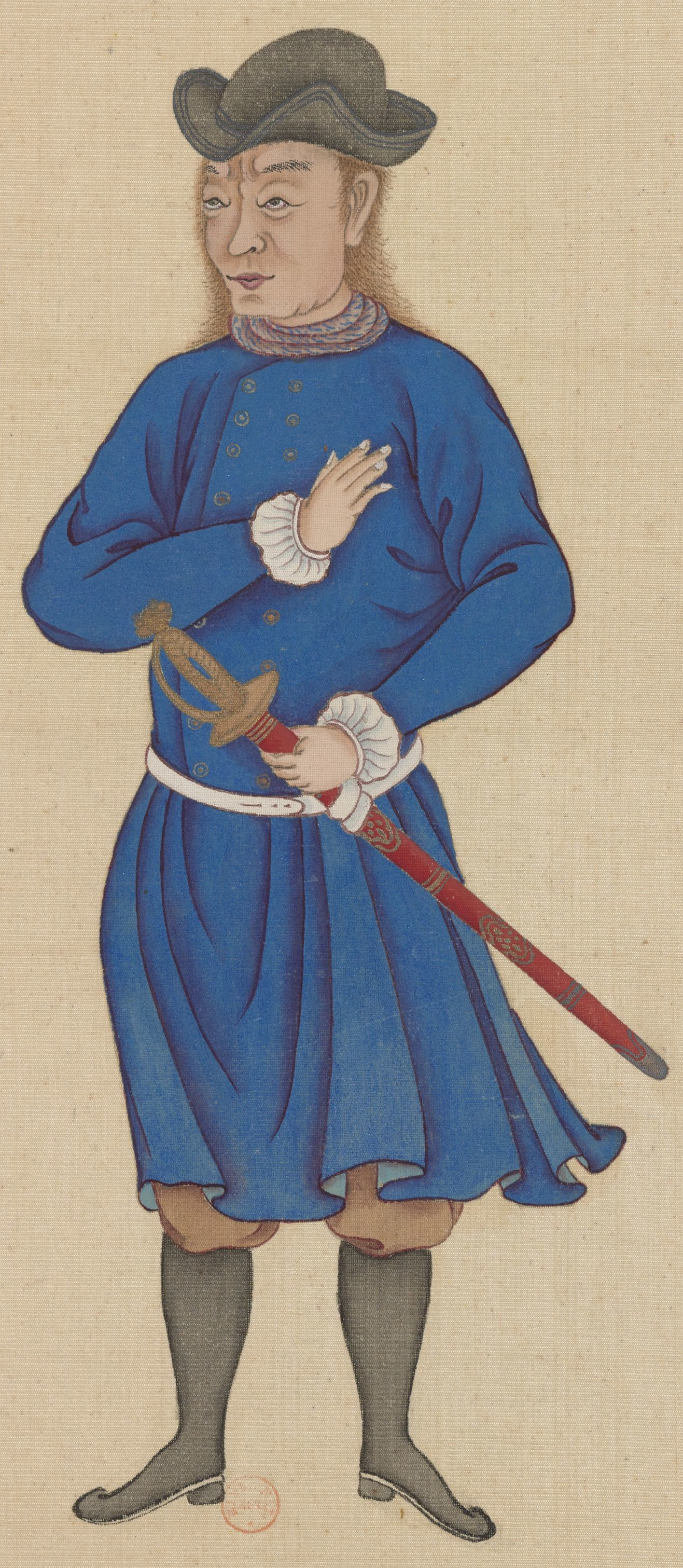
Viên quan người Nga
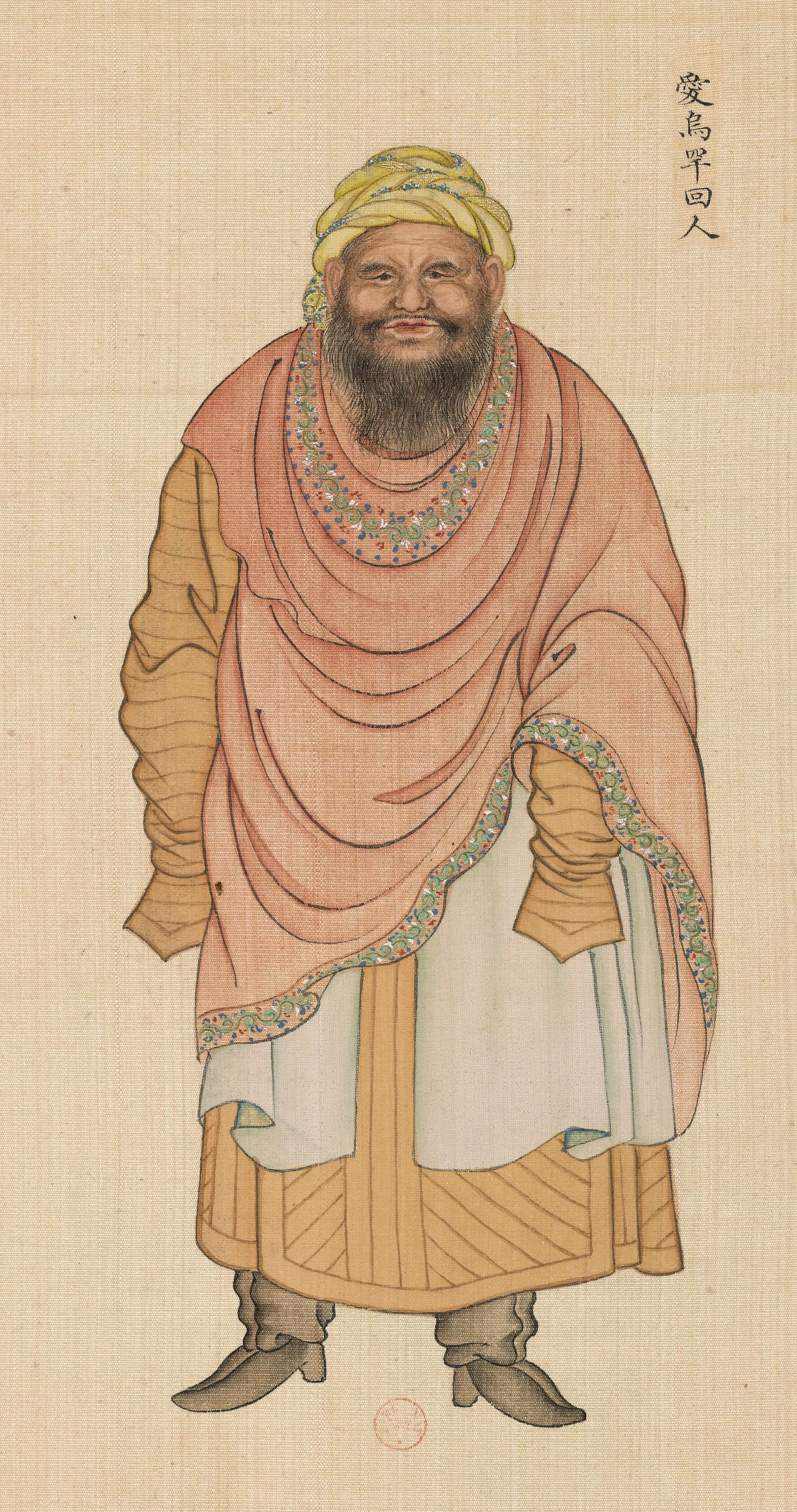
Người Hồi giáo Afghanistan (愛烏罕回人), 1769
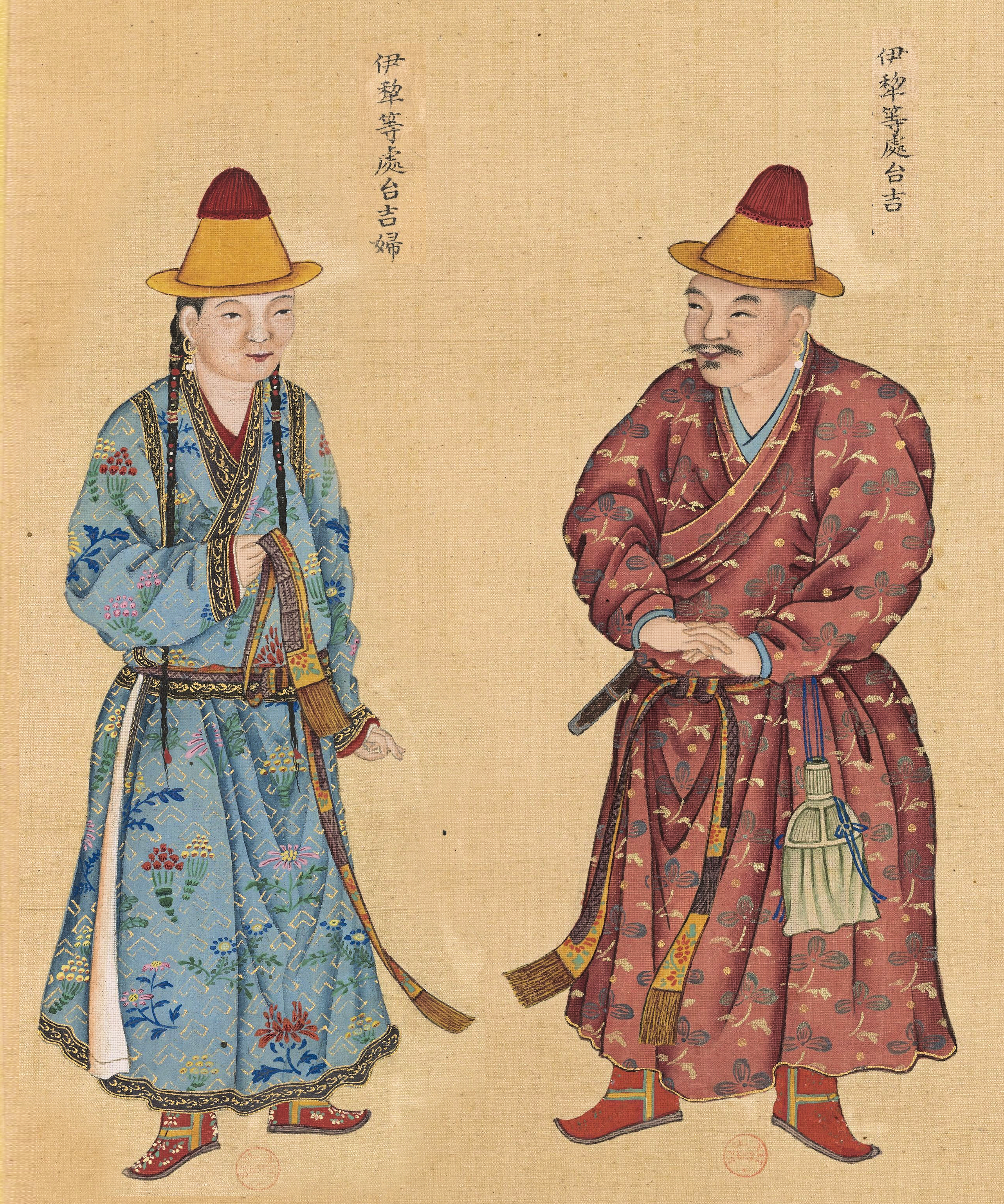
Taiji người Mông Cổ (Chuẩn Cát Nhĩ) và vợ, 1769
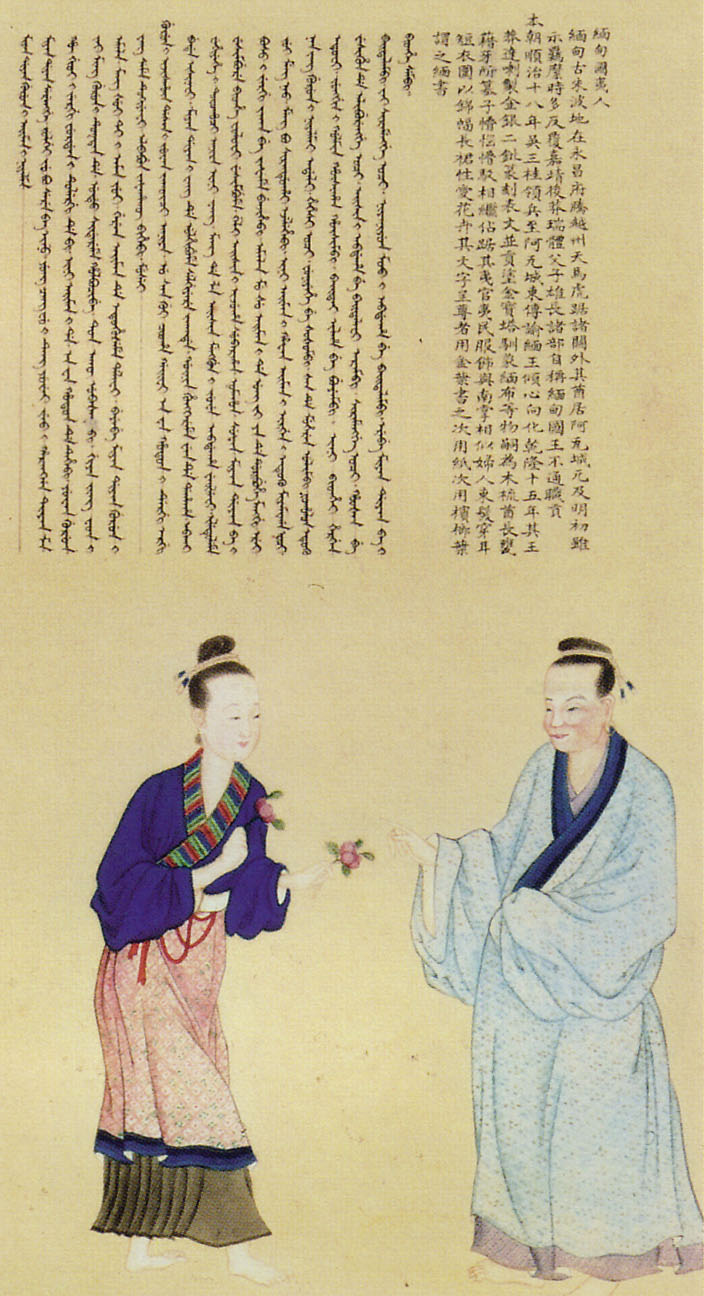
Người Miến Điện
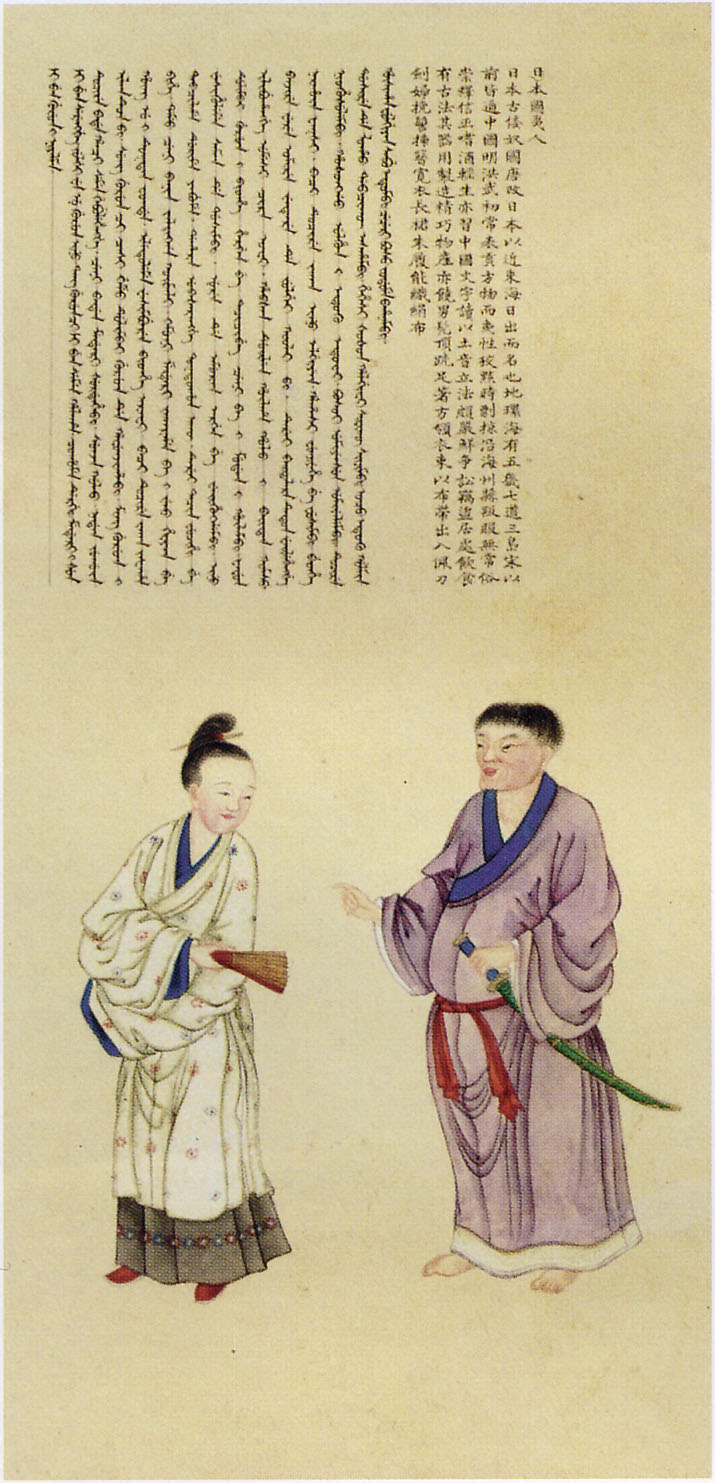
Người Nhật Bản
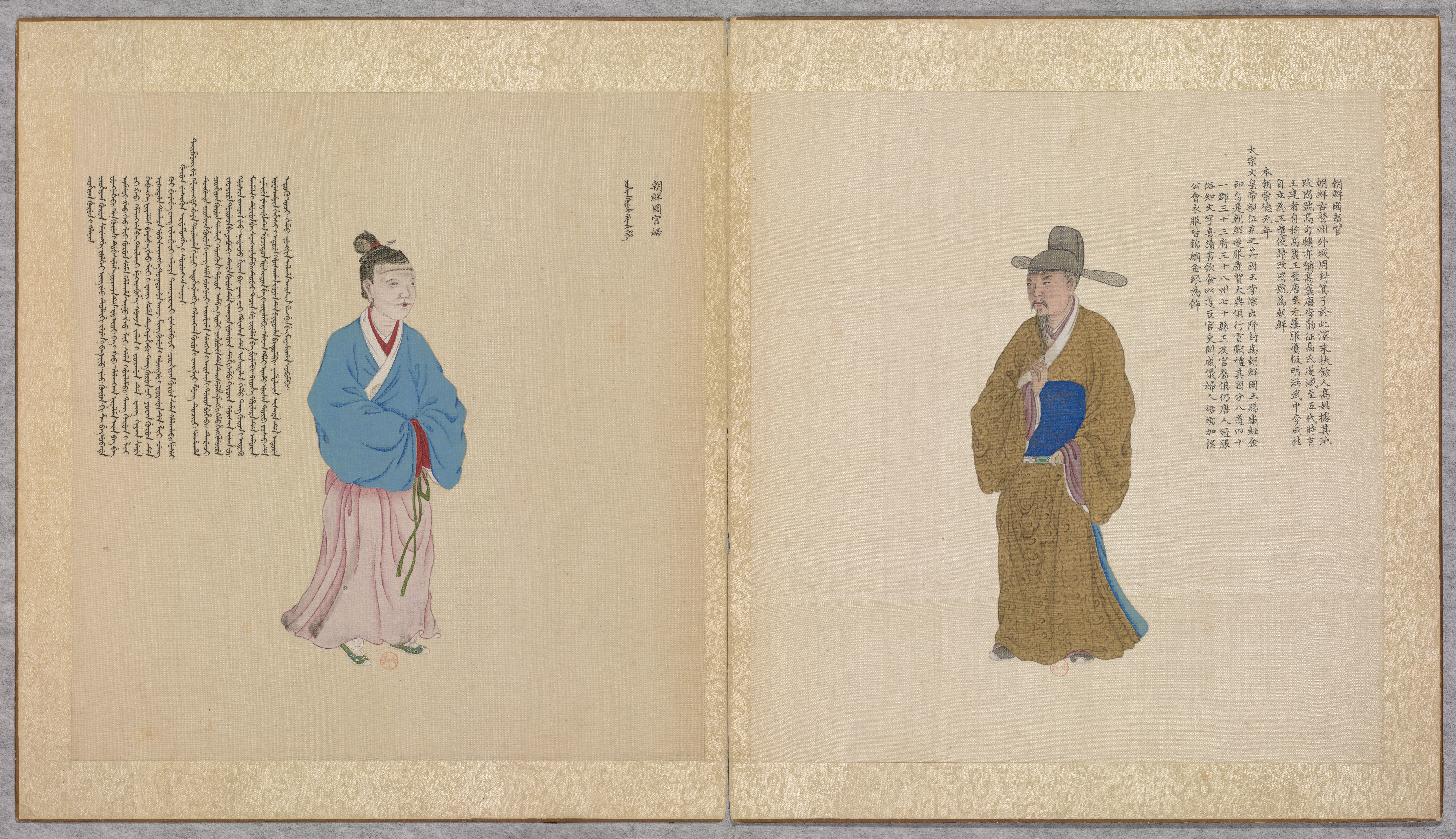
Người Triều Tiên
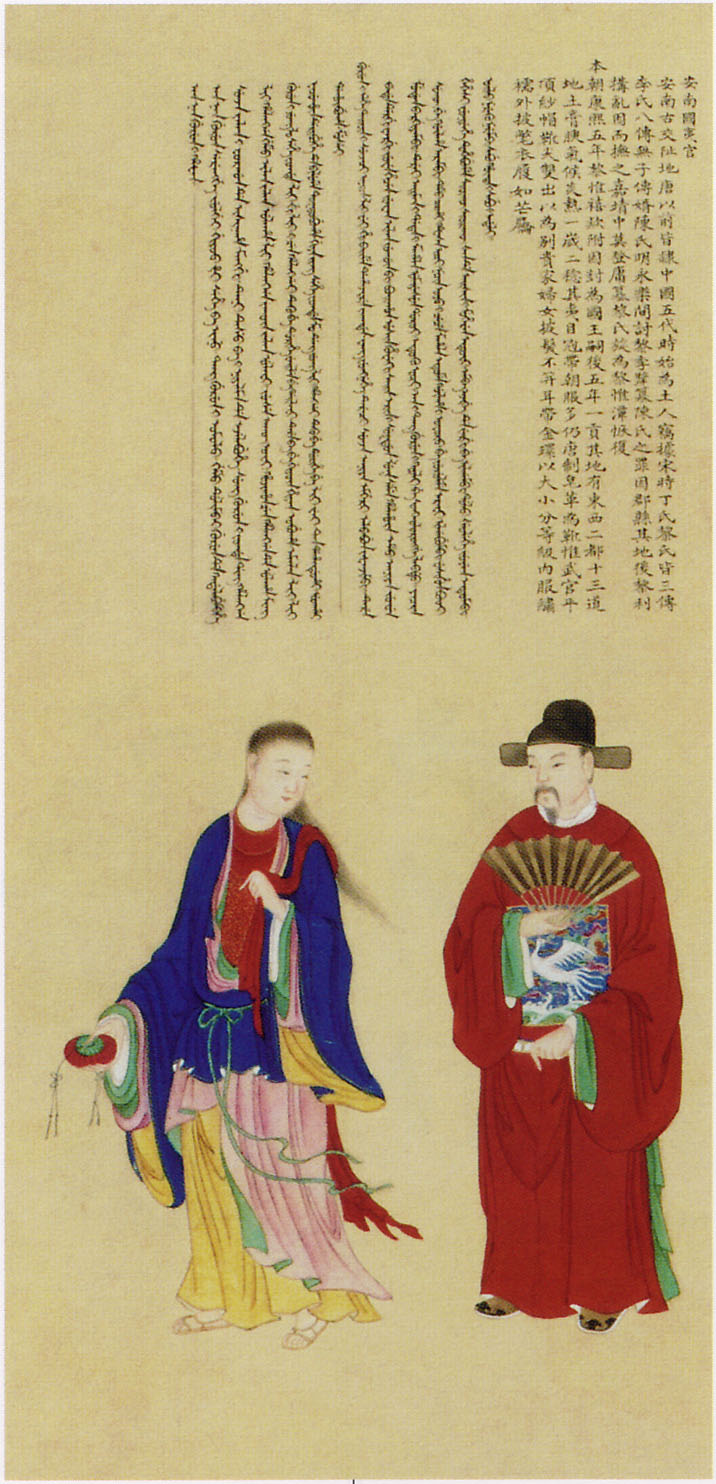
Sứ giả Đại Việt thời Lê mạt